# Funículo posterior

Tratos da medula espinhal

O funículo posterior é a região da medula espinhal que contém o fascículo grácil e o fascículo cuneiforme.